# 印茄树
印茄树（学名：Intsia palembanica）又名巨港印茄木、南洋木宝，属豆科印茄属，是一种生长于东南亚的大型乔木，于2019年8月23日被马来西亚时任首相马哈迪·莫哈末领导的政府列为马来西亚国树。

## 名称

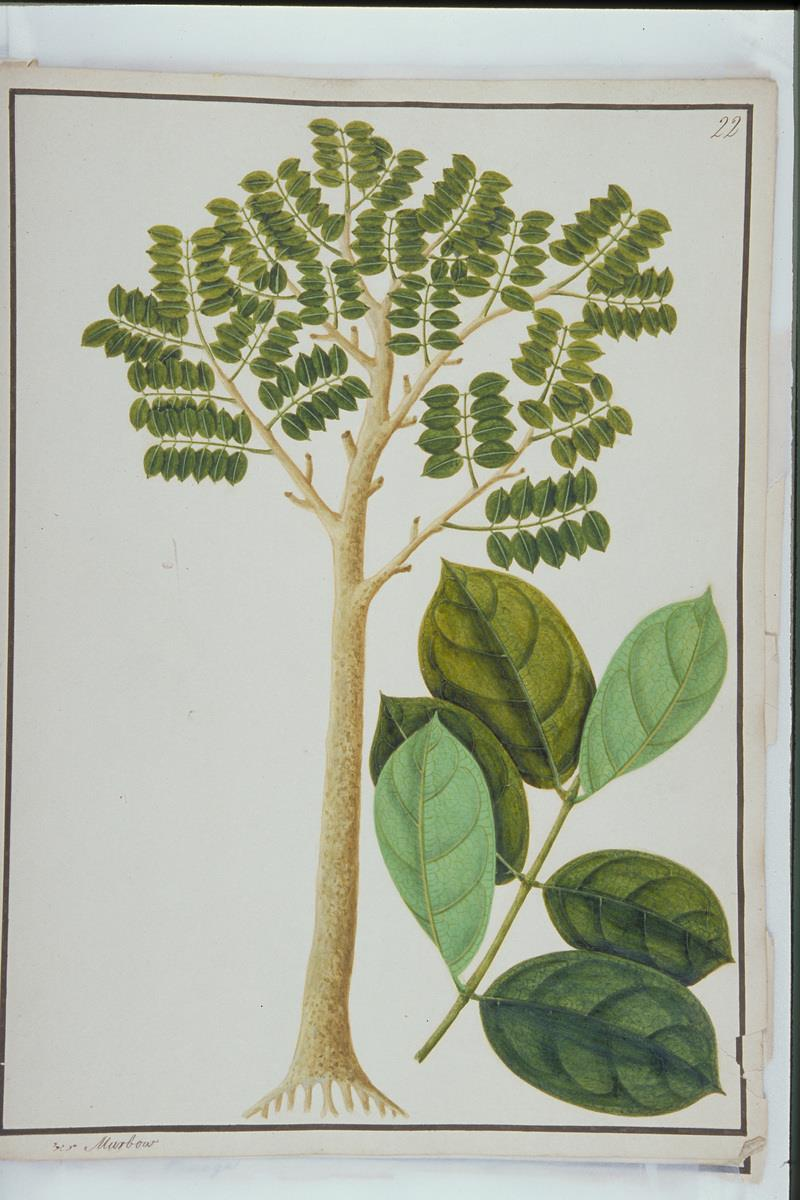
19世纪初新加坡参政司威廉·法夸尔所收集的印茄树彩绘。

本种的马来语俗称为，在中文则有许多译名和俗称，如：巨港波罗格、帕利印茄、加拉母树、马六甲柚木、摩鹿加铁木、波罗格树、波罗树等等。
印茄属的学名源自拉丁语对印度的别称，本种的种小名则取自其模式标本产地——巨港。

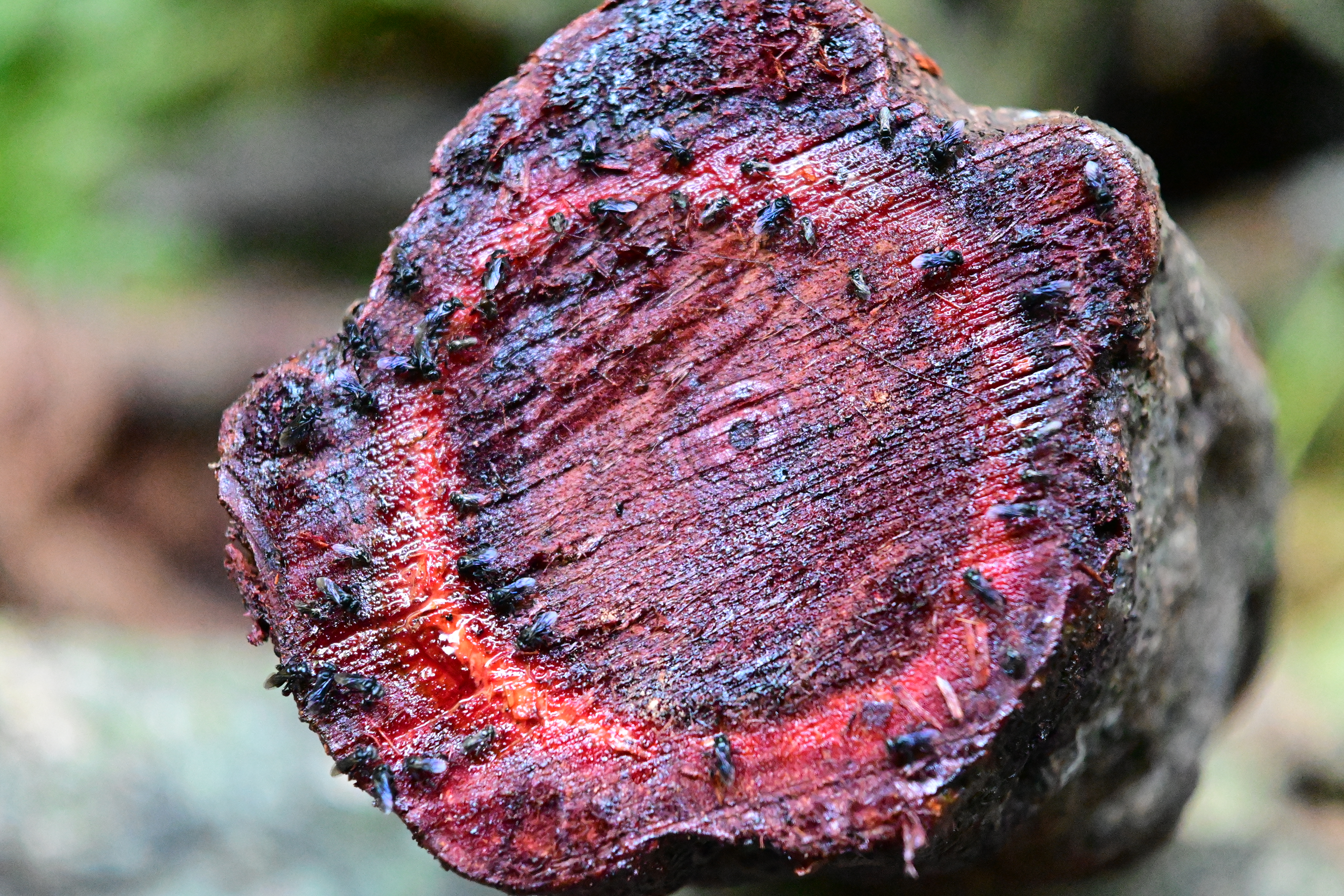
印茄树树干的横截面

## 特征
本种为多年生的大型常绿乔木，树高可达50米，主干直径达4米，其板根可高达7米、向外伸张6米、厚30厘米。
羽状复叶通常有4对小叶，罕有2对、3对或5对小叶；叶柄和叶轴长3.5-26厘米，通常在9.5-17.5厘米之间，柄和轴皆被柔毛、后脱落。
花序可长达10厘米，短柔毛、后脱落； 花梗约为3-12毫米。花瓣的瓣片长3-6（-10）毫米、宽3-6.5（-8）毫米；瓣柄长2-5毫米。可生育的雄蕊花丝长2-4厘米；花药3毫米长；不育的雄蕊4-10毫米。子房长5-6毫米；花柱长2-3.5厘米。果实为荚果，种子长3-4.5厘米、宽1.5-3厘米、厚0.5-1.2厘米。

## 分布
本种原生于孟加拉到巴布亚新几内亚的广泛地区，包括缅甸、泰国、马来西亚半岛、 苏门答腊、婆罗洲、苏拉威西、小巽他群岛、马鲁古群岛、新几内亚等。安达曼群岛也有引入种群。
本种生长于热带雨林之中，从低地平原到海拔1000米的山区皆有分布。 

## 经济利用
本种的木材为重硬木，因其耐用及抗白蚁，经常作为地板，包括游泳池旁的地板。

## 象征
在马来西亚，本种因其强韧的适应力、同时在马来西亚半岛、沙巴和砂拉越都有分布，在2019年8月23日被首相马哈迪·莫哈末领导的政府正式选定为国树。

## 保护现状
2020年国际自然保护联盟濒危物种红色名录首次对本种进行了评论评估，虽然本种在马来西亚及印尼的种群依然丰富，但仍存在采伐与森林开发的问题，尤其在巴布亚新几内亚的过度采伐，预计种群的整体数量在未来会持续下滑，因而评本种为近危。